# Calumma hafahafa
Espèce
Statut de conservation UICN

 CR B1ab(iii) : 
En danger critique
Statut CITES
Calumma hafahafa est une espèce de sauriens de la famille des Chamaeleonidae.

## Répartition
Cette espèce est endémique de la région de Sofia à Madagascar.

## Publication originale
- Raxworthy & Nussbaum, 2006 : Six New Species of Occipital-Lobed Calumma Chameleons (Squamata: Chamaeleonidae) from Montane Regions of Madagascar, with a New Description and Revision of Calumma brevicorne. Copeia, vol. 2006, n. 4, p. 711-734.